# 카자르 제국
이란 숭고국(페르시아어: دولت علیّه ایران), 또는 카자르 제국(페르시아어: امپراتوری قاجار)은 투르크계 카자르족의 아가 모하마드 샤가 잔드 왕국의 카림 칸이 죽은 후 독립하여 창건한 페르시아 제국이다. 테헤란에 수도를 두었다.

## 역사
왕조 초기에는 러시아 제국의 침입을 격퇴하는 등 한때 오늘날 아프가니스탄까지 그 영역을 넓혀 번영을 누렸으나 러시아 제국과의 두 번째 싸움에 패하여 치외법권을 인정하고(투르크만차이 조약:1828년), 이것이 열강들에게도 적용되어 19세기말부터 이란의 식민지화가 가속화되어가기 시작했다. 이에 따라 이란의 근대화 과정도 유럽 열강에 대항하는 항쟁의 형태로 나타났다. 1890년에 담배의 전매권이 영국인의 수중으로 넘어가자 일어난 '담배 보이콧 운동'이 민족운동의 성격을 띠기도 하였으나, 결국 영국과 러시아 제국은 아프가니스탄과 카프카스 지방을 점령하고 남과 북에 각각 자국의 세력권을 형성하였다. 한편 바브교(敎)나 아프가니에 의한 민족 해방 운동이 일어났으며, 열강의 침략화와 내분 등으로 개혁에 자극을 받은 국왕 알딘 샤는 1906년에 헌법제정과 의회설립을 통한 입헌군주제를 채택하여 근대화를 추진했다. 그러나 제국주의 유럽에 대한 경제적 의존이 높아 효과적인 결실을 맺지 못했다. 이어 영국과 러시아의 식민주의 팽창이 계속되어 동남부를 영국이, 북부를 러시아가 장악하였다. 결국 국왕이 주도한 입헌혁명 근대화 시도는 1911년 러시아 제국의 무력간섭으로 좌절되고 만다. 1912년에는 정식으로 영국·러시아의 이란 분할 협정을 승인하지 않을 수 없게 되어 반식민지 유사하게 되었다. 그 후 제1차 세계 대전 후의 혼란을 수습할 수가 없어 1925년 국민 의회에 의해서 왕조가 바뀌었다.

## 역대 군주
| 이름 | 이름             | 그림 | 칭호         | 생몰연대    | 즉위             | 퇴위             |
| ---- | ---------------- | ---- | ------------ | ----------- | ---------------- | ---------------- |
| 1    | 아가 모하마드 샤 |      | 샤한샤       | 1742 - 1797 | 1794년 3월 20일  | 1797년 6월 17일  |
| 2    | 파드 알리 샤     |      | 샤한샤       | 1772 - 1834 | 1797년 6월 17일  | 1834년 10월 23일 |
| 3    | 모함마드 샤      |      | 샤           | 1808 - 1848 | 1834년 10월 23일 | 1848년 9월 5일   |
| 4    | 나스르 알딘 샤   |      | 샤한샤       | 1831 - 1896 | 1848년 9월 5일   | 1896년 5월 1일   |
| 5    | 무자파르 알딘 샤 |      | 샤한샤, 술탄 | 1853 - 1907 | 1896년 5월 1일   | 1907년 1월 3일   |
| 6    | 모함마드 알리 샤 |      | 샤한샤       | 1872 - 1925 | 1907년 1월 3일   | 1909년 7월 16일  |
| 7    | 아흐마드 샤      |      | 술탄         | 1898 - 1930 | 1909년 7월 16일  | 1925년 12월 25일 |

## 같이 보기
- 카자르 왕조
- 영국-페르시아 전쟁
- 투르크만차이 조약
- 아미르 카비르
- 이란 입헌 혁명
- 영러 협상

## 참고 자료
- 이 문서에는 다음커뮤니케이션(현 카카오)에서 GFDL 또는 CC-SA 라이선스로 배포한 글로벌 세계대백과사전의 내용을 기초로 작성된 글이 포함되어 있습니다.